# Goldbulle von Rimini
Mit der Goldbulle von Rimini, üblicher Goldenen Bulle von Rimini, von 1226 verlieh der römisch-deutsche Kaiser Friedrich II.  dem Deutschen Orden die Herrschaft über das Kulmer Land östlich der unteren Weichsel, zwischen dem Gebiet des Herzogs von Masovien und dem  Gebiet der Prußen. Der Kaiser beauftragt darin den Orden mit dem Kampf gegen diesen heidnischen Volksstamm und sicherte ihm die absolute Landeshoheit über dessen noch zu eroberndes Gebiet zu. Dies zeigt sich in der peniblen Regelung der Regalien, der königlichen Herrschaftsrechte. Die Bulle erklärt, das gesamte Land sei Teil des römisch-deutschen Reiches.
Die Goldene Bulle von Rimini korrespondiert mit dem 1230 geschlossenen Vertrag von Kruschwitz des Deutschen Ordens mit dem polnischen Herzog Konrad von Masowien sowie mit der Bulle von Rieti Papst Gregors IX. aus dem Jahr 1234.   Bezeugt wurde die Originalurkunde von den Erzbischöfen von Magdeburg, Ravenna, Tyrus, Palermo und Reggio, den Bischöfen von Bologna, Rimini, Cesena, Mantua und Tortosa, von den Herzögen von Sachsen und Spoleto, dem Markgraf von Monferrat und vielen mehr. Der damalige Hochmeister des Ordens, Hermann von Salza, war einer der bedeutendsten und engsten Berater Kaiser Friedrichs II.
Die Auslegung der Bulle zugunsten des Deutschen Ordens wird vor allem von polnischen Historikern bestritten. Hauptargument der Kritik ist die juristische Problematik der Frage, ob der römisch-deutsche Kaiser nach damals geltendem Staatsrecht befugt war, den Orden mit Gebieten zu belehnen, die nicht seiner unmittelbaren Herrschaft unterstanden.
Andererseits stellt sich die Frage, welche Anrechte Konrad von Masowien für diese Gebiete hatte. Die Goldbulle sanktionierte die Rechte kraft kaiserlichen Rechts, das sich aus der damaligen Vorstellung kaiserlicher Weltherrschaft ableitete.
Ähnliche Belehnungen hatte es vorher für das nördlich gelegene Livland gegeben; Philipp von Schwaben hatte Bischof Albert von Riga mit Livland belehnt, dessen Unterwerfung aber erst etwa zwanzig Jahre später abgeschlossen war. 1215 wurden große Teile Livlands päpstliches Lehen des Schwertbrüderordens, 1225 erneuerte Friedrich II. das Reichslehen an den Bischof und dehnte es auf Lettland (südlich der Düna) aus.